# Philip Tilden
Pour les articles homonymes, voir Tilden.
Philip Tilden (31 mai 1887 - 25 février 1956) est un architecte anglais, actif au début du XXe siècle, qui travaille pour certains des membres les plus en vue de la société anglaise, notamment Winston Churchill, David Lloyd George, Lord Beaverbrook, Sir Philip Sassoon, Lady Ottoline Morrell et Gordon Selfridge.

## Biographie
Tilden est né le 31 mai 1887, fils de William Augustus Tilden, un important chimiste qui découvre le caoutchouc synthétique. 
Éduqué à Bedales et Rugby, Tilden rejoint l'Architectural Association en 1905, avant de devenir en 1908 un élève subalterne de Thomas Edward Collcutt avec qui il est ensuite devenu partenaire. 
En 1917, il crée sa propre pratique et travaille presque exclusivement pendant vingt ans pour un petit cercle de clients riches et interconnectés pour lesquels il conçoit ou reconstruit des maisons de campagne, des jardins, des chapelles et des églises, des châteaux et également une vaste tour qui devait trôner au-dessus du grand magasin Gordon Selfridge dans Oxford Street, à Londres.
Ses œuvres les plus connues, à part le projet non exécuté de la tour Selfridges, sont toutes destinés à des hommes politiques: de 1918 à 1923, il conçoit la cour maure, comparée par Honor Channon à un « bordel espagnol », ainsi que les jardins et les piscines à Port Lympne pour le secrétaire de Lloyd George, Philip Sassoon. 
Il pourrait également avoir travaillé pour Sassoon à Trent Park. 
Plus tard dans les années 1920, il reconstruit complètement Chartwell Manor pour Winston Churchill et, pendant la même période, il construit Bron-y-de, à Churt, dans le Surrey, une maison de campagne pour David Lloyd George.
À la fin des années 1920, la carrière de Tilden atteint son sommet: au bord de la faillite à la suite de développements spéculatifs infructueux, combiné à une dépression, ce que Bettley attribue à la tentative de Tilden de réconcilier son homosexualité à son mariage avec Amalia Broden, une écrivaine suédoise, le conduisent à quitter complètement Londres et à déménager dans le Devon. La dernière partie de sa carrière se passe principalement dans le West Country, où il entreprend la restauration de plusieurs maisons de campagne, pour la plupart moins importantes, destinées à une variété de clients moins éminents. Les exemples comprennent la reconstruction d'Antony House en Cornouailles et de Sydenham House (en) dans le Devon.
De nombreux bâtiments de Tilden bénéficient désormais du statut de bâtiment classé, bien que cela soit parfois dû à la renommée de leurs propriétaires, ou à des travaux antérieurs à Tilden, plutôt qu'à ses propres efforts: par exemple, Port Lympne Mansion (en), grade II * répertorié le 29 décembre 1966; Chartwell, grade I répertorié le 16 janvier 1975 et Antony House, grade I répertorié le 21 juillet 1951.
En 1954, Tilden publie son autobiographie, True Remembrances: les mémoires d'un architecte. Bettley la considère comme très peu fiable. 
Philip Tilden est décédé le 25 février 1956 à Shute, dans le Devon. Dans sa nécrologie dans le Times, il est décrit comme « un architecte doué pour la restauration de vieux bâtiments, mais d'un goût un peu luxuriant et luxueux » .

## Réalisations
- Château d'Allington (en), Kent, 1917-1933, reconstruction de William Martin Conway[16]
- Antony House, Cornouailles, 1945-1947, modifications de Sir John Carew Pole[16]
- Bron-y-de, Churt, Surrey, 1922-1928, maison de David Lloyd George[16], détruite par un incendie en 1968
- Chartwell, Kent, 1923-1924, modifications pour Winston Churchill[17]
- Cherkley Court (en), Leatherhead, Surrey, 1926, modifications pour Lord Beaverbrook[16]
- Manoir de Garsington, Oxfordshire, 1925-1926, terrasse et loggia pour Lady Ottoline Morrell[16]
- Château de Luscombe (en), Devon, modifications pour Sir Peter Hoare
- Luton Hoo, Hertfordshire, 1947, réparations après utilisation en temps de guerre
- Port Lympne Mansion (en), Kent, 1918-1923, modifications de Sir Philip Sassoon[18]
- Prussia Cove, Cornouailles, 1911-1914, maison de TT et Brian Behrens[17]
- Château de Saltwood, Kent, années 30, reconstruction de Sir Martin Conway[19]
- Shrigley Hall, Cheshire, 1935-1938, chapelle des Frères salésiens[17]

## Lectures complémentaires
- Philip Tilden, True Remembrances: les mémoires d'un architecte, 1954